# Gebietsansprüche im Persischen Golf

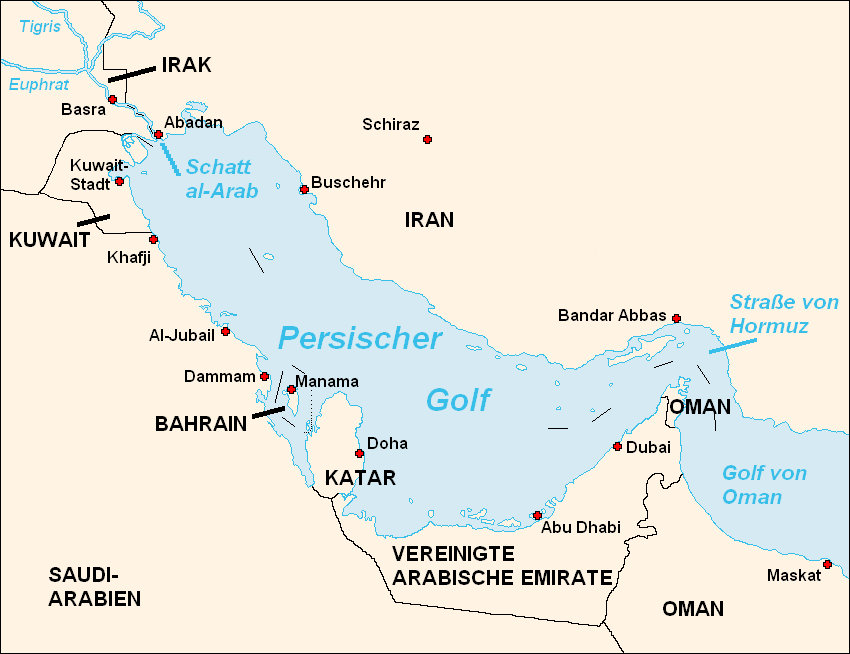
Der Persische Golf

Die vorderasiatischen Staaten Bahrain, Iran, Irak, Katar, Kuwait, Oman, Saudi-Arabien und Vereinigte Arabische Emirate erheben seit den 1930er Jahren umstrittene Gebietsansprüche auf Territorien und Gewässer im Persischen Golf.

## Hintergrund

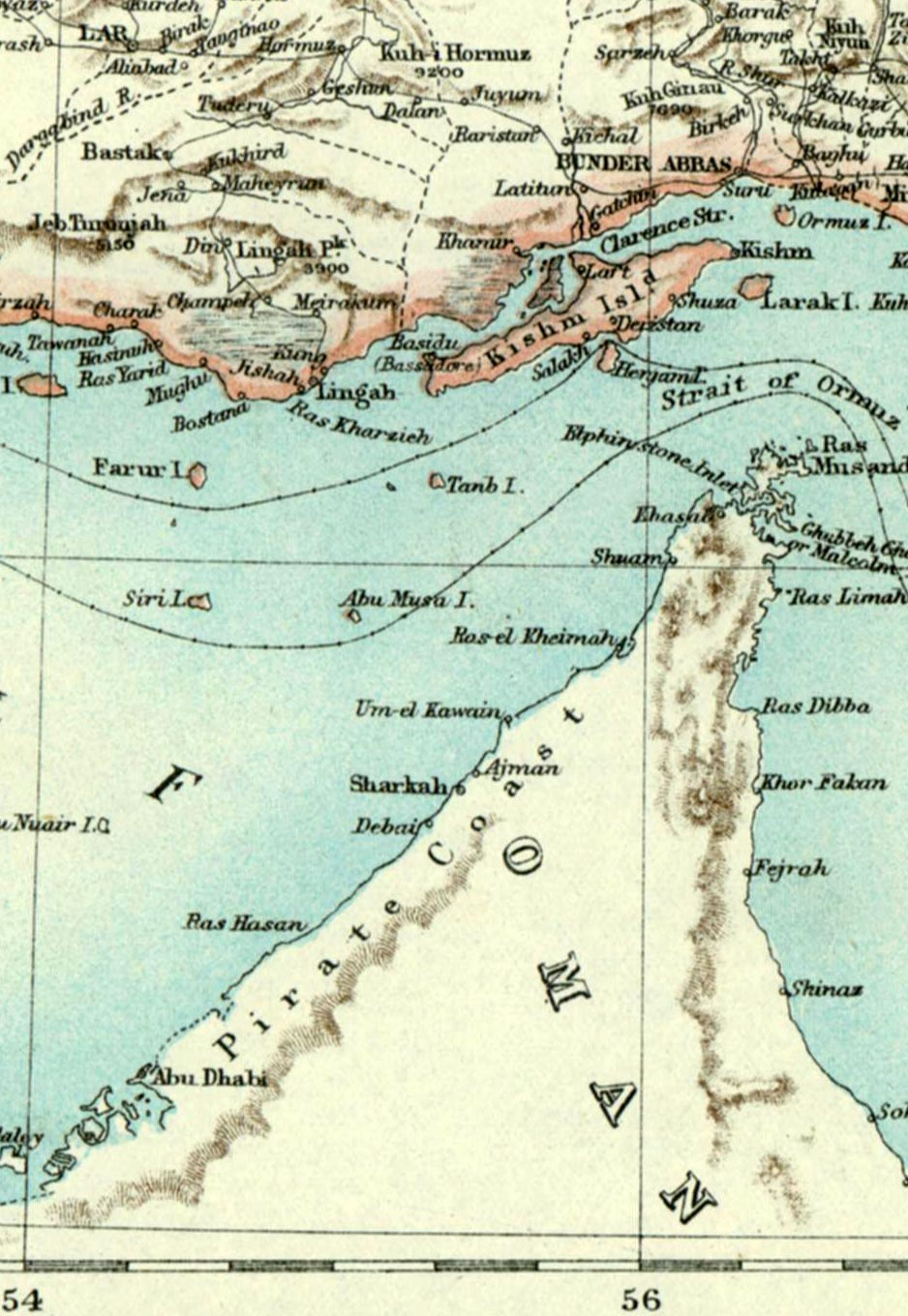
Britische Karte der Straße von Hormus von 1892

Bevor im Persischen Golf Erdöl gefunden wurde, betrieben die Golfstaaten wenig Aufwand, um ihre Gebiete zu sichern. Mitglieder der arabischen Stämme hielten zu ihrem Stamm oder ihrem Scheich und wanderten nach den Bedürfnissen ihrer Herden. Offizielle Grenzen bedeuteten wenig und das Konzept der Zugehörigkeit zu einer bestimmten politischen Einheit war nicht vorhanden. Organisierte Behörden gab es nur in den Häfen und in den Oasen.
Die Abgrenzung der Gebiete begann mit der Unterzeichnung der ersten Erdöl-Konzessionen in den 1930er Jahren. Die nationalen Grenzen wurden unter dem Einfluss der Briten gezogen, aber viele dieser Grenzen wurden nie richtig abgegrenzt, so dass es Möglichkeiten für Ansprüche auf wertvolle Erdölvorkommen gab. Bis 1971 sorgten die britischen Streitkräfte für Ordnung und Frieden in der Golfregion und schlichteten lokale Streitigkeiten. Nach dem Abzug der Truppen und der Beamten kamen die alten und ungeklärten Streitigkeiten wieder zum Vorschein. Die Idee der Staaten mit gezogenen Grenzen wurde durch die europäischen Mächte in die Golfregion gebracht und durch die Erdölvorkommen wurde die Sicherheit der Grenzen immer wichtiger.

## Iranische Ansprüche gegenüber Bahrain

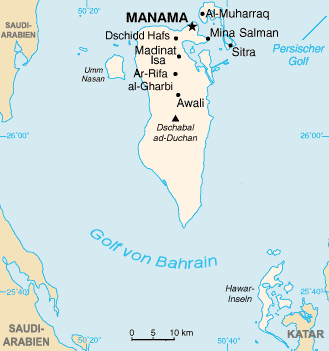
Bahrain

Der Iran beanspruchte häufig Gebiete von Bahrain, welche auf die historische Ausdehnung Persiens und seiner Niederlage gegen die Portugiesen und deren anschließenden Besitz des Bahrain-Archipels beruhten. Der arabische Stamm der Chalifa, welche seit dem 18. Jahrhundert die Herrscherdynastie von Bahrain stellen, verdrängte die Perser 1780 aus Bahrain.
Der letzte Schah des Iran, Mohammad Reza Pahlavi, verzichtete nach einem Referendum in Bahrain nach dem Abzug der Briten, in welchem sich die Bahrainer für die Unabhängigkeit aussprachen, auf Ansprüche gegenüber Bahrain. Dennoch erhoben die religiösen Führer der Iranischen Revolution wieder die Forderung nach Gebieten Bahrains mit der Begründung, dass die Mehrheit der Bahrainis schiitische Muslime seien. Säkulare iranische Führer verzichteten jedoch auf solche Ansprüche in der Hoffnung, die Beziehungen zu Bahrain zu verbessern.

## Iranische Ansprüche gegenüber den Vereinigten Arabischen Emiraten

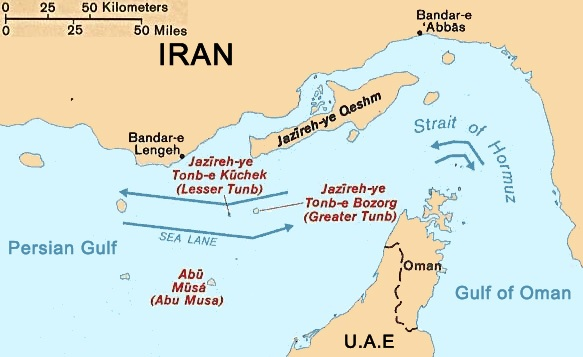
Die Straße von Hormus

Nachdem die Briten 1971 die Golfregion verließen, besetzten iranische Truppen die Abu-Musa-Insel und die Tunb-Inseln, welche an der Mündung der Straße von Hormus zwischen dem Iran und den Vereinigten Arabischen Emiraten liegen. Die Iraner erneuerten ihren historischen Anspruch auf die Inseln, auch wenn sich die Iraner vor den Briten im späten 19. Jahrhundert zurückziehen mussten.
Der Iran besetzte 1993 weiterhin die Inseln, was die Beziehungen zu den Vereinigten Arabischen Emiraten belastete, welche behaupteten, die Briten hätten die Inseln den Emiraten Schardscha und Ra’s al-Chaima und damit den Vereinigten Arabischen Emiraten übergeben. Bis Ende 1992 konnten sich Schardscha und der Iran bei dem Konflikt um die Insel Abu Musa einigen, jedoch gab es keine Einigung zwischen dem Iran und Ra’s al-Chaima über die Tunb-Inseln.

## Bahrain und Katar

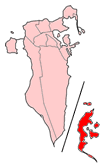
Lage der Hawar-Inseln

Ein weiterer Konflikt in der Golfregion war der bahrainische Anspruch auf Zubara an der nordwestlichen Küste von Katar und auf Hawar sowie die angrenzenden Inseln vierzig Kilometer südlich von Zubara. Die Chalifa hatten im 18. Jahrhundert die Perser in Zubara aus Bahrain vertrieben. Die herrschende Familie von Katar, Thani, kämpfte energisch gegen die Chalifa, um ihren Anspruch auf das alte Siedlungsgebiet in Katar sowie auf die von Bahrain besetzten Hawar-Inseln mit den angrenzenden Inseln, in geringer Distanz vom Festland Katars, aber mehr als 20 Kilometer von Bahrain entfernt, zu behaupten.
Der schwelende Streit eskalierte im Frühjahr 1986, als Hubschrauber aus Katar Arbeiter von der Baustelle einer bahrainischen Küstenwache auf Fascht Ad-Dibal, einem Riff vor Katar, „entführten“. Durch saudi-arabische Vermittlung schlossen die Parteien einen fragilen Waffenstillstand, wobei die Bahrainis vereinbart hatten, ihre Anlagen zurückzubekommen. Allerdings entbrannte 1991 der Streit wieder, nachdem Katar den Internationalen Gerichtshof in Den Haag, Niederlande, einschaltete. Beide Länder beschwerten sich, dass ihre jeweiligen Marineschiffe von den anderen Schiffen in den umstrittenen Gewässern belästigt wurden. Der Internationale Gerichtshof löste den Streit 2001 mit einem Urteil, wonach Bahrain die Hawar-Inseln und Qit'at Dscharada erhielt und Ansprüche auf die Dschanan-Insel und Zubara geltend machte, während Katar erhebliche Küstengebiete und deren Ressourcen erhielt. Die Vereinbarung hat das Ziel gefördert, endgültig die Grenzziehung mit Saudi-Arabien zu regeln und die saudi-geführten Vermittlungsbemühungen fortzusetzen.

## Irak und Kuwait

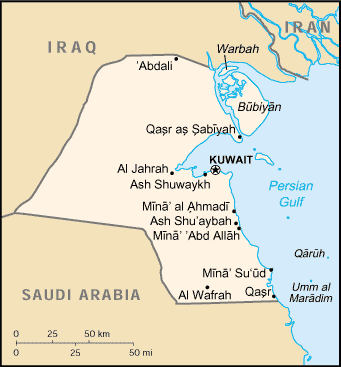
Die Inseln Bubiyan und al-Warba befinden sich im Nordosten Kuwaits

Saddam Hussein überfiel 1990 Kuwait mit dem Vorwand, wieder einen seit langem bestehenden irakischen Anspruch auf ganz Kuwait durchzusetzen, welcher auf den Grenzziehungen des Osmanischen Reiches beruhte. Das Osmanische Reich hatte im späten 19. Jahrhundert eine leichte Herrschaft über Kuwait ausgeübt, welche jedoch mit dem britischen Schutz über Kuwait 1899 erlosch. 1932 regelte der Irak informell seine Grenze zu Kuwait, welches zuvor von den Briten abgegrenzt wurde.
Nachdem sich die Briten 1961 zurückzogen und Kuwait seine Unabhängigkeit erhielt, erhob der Irak erneut seinen Anspruch auf das Emirat auf der Grundlage der Osmanischen Grenzen. Die britischen Truppen eilten zurück nach Kuwait. Unter saudi-arabischer Führung unterstützten 3.000 Soldaten aus der Arabischen Liga Kuwait gegen den Irak und lösten die Briten ab.
Die Grenzfrage kam wieder auf, als die Baath-Partei 1963 nach einer Revolution im Irak an die Macht kam. Die neue Regierung erkannte offiziell die Unabhängigkeit und die Grenzen von Kuwait an. Dennoch erhob der Irak 1973 wieder seine Ansprüche auf die Inseln Bubiyan und al-Warba. Während des Ersten Golfkrieges von 1980 bis 1988 forderte der Irak wegen ihrer strategischen Lage für einen Zugang zu den Golfstaaten eine langfristige Verpachtung der Inseln. Mit der Ablehnung der irakischen Forderung wurde das Verhältnis der beiden Länder belastet, da der Status der Inseln nach ergebnislosen Verhandlungen offenblieb.
Im August 1991 gab Kuwait bekannt, dass Iraker mit Kanonenbooten Bubiyan angegriffen und zurückgeschlagen hatten und viele der Invasoren gefasst wurden. Ermittler der Vereinten Nationen stellten fest, dass die Iraker mit Fischerbooten angriffen und die militärischen Grenzen übertraten, die nach dem Zweiten Golfkrieg eingerichtet worden waren. Kuwait wurde verdächtigt, den Vorfall übertrieben dargestellt zu haben, um die Notwendigkeit für internationale Unterstützung gegen die ständigen irakischen Feindseligkeiten zu unterstreichen.

## Buraimi

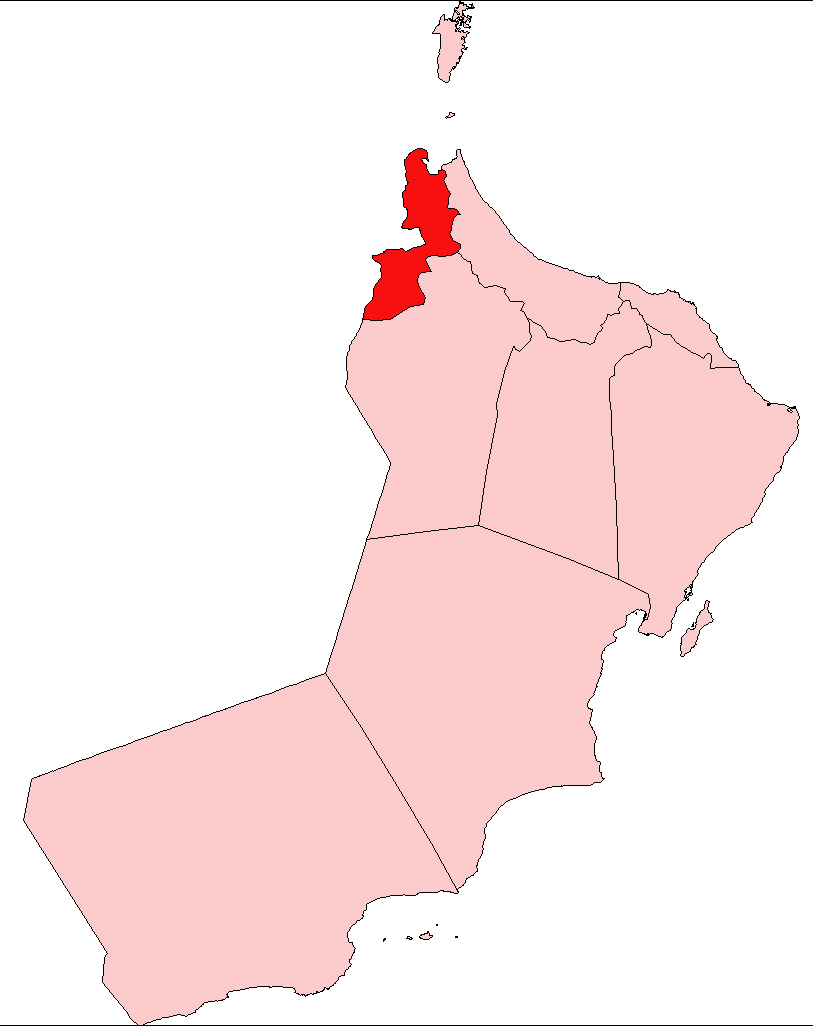
Lage Buraimis in Oman

Einen besonders langen und erbitterten Konfliktherd stellt die Buraimi-Oase dar, welche seit dem 19. Jahrhundert von den Stämmen aus Saudi-Arabien, Abu Dhabi und Oman beansprucht wurde. Obwohl die Stämme aus Oman und Abu Dhabi ihre Wohnsitze in den verschiedenen Ortschaften der Oase hatten und Wahhabiten waren, welche ihren Ursprung im heutigen Saudi-Arabien haben, wurde die Oase regelmäßig besetzt und ein hoher Tribut von den Bewohnern der Umgebung verlangt. Die Erdölförderung begann 1952 im Auftrag von Saudi-Arabien, das für sich die Ordnungsmacht über die Oase beanspruchte.
Bei der Bemühung, den Konflikt 1955 zu schlichten, sandten die Briten omanische Gesandte zum saudi-arabischen Kontingent. Nachdem bei den neuen Verhandlungen eine Einigung erzielt wurde, wonach Saudi-Arabien die Forderungen von Abu Dhabi und Oman auf die Oase anerkannte, gewährte im Gegenzug Abu Dhabi Saudi-Arabien einen Landstrich am Golf und einen Anteil an einem umstrittenen Ölfeld. Trotz dieser Einigung blieben weitere Streitigkeiten über die Grenzen und Wasserrechte bestehen.

## Musandam

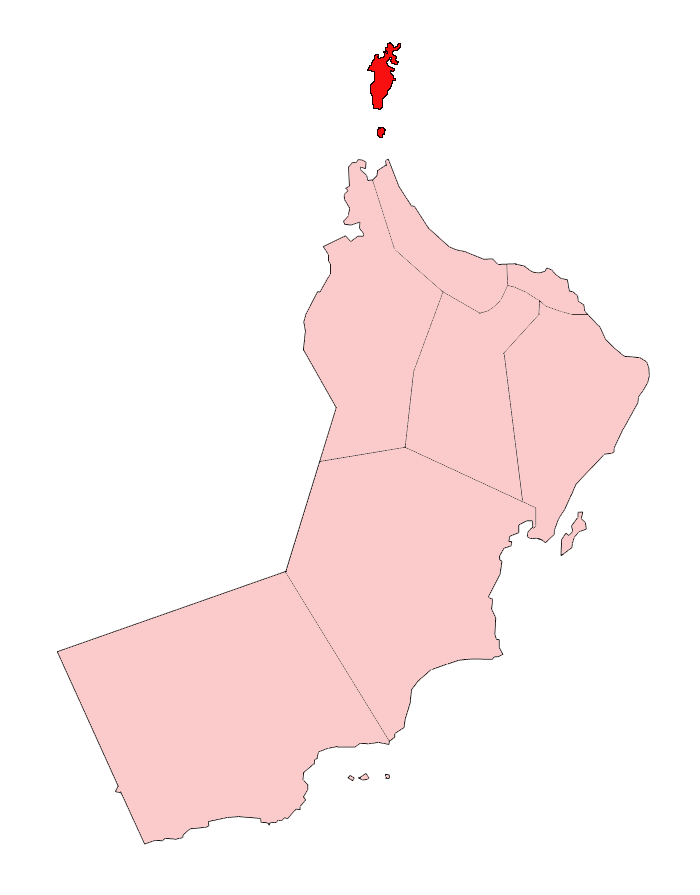
Lage Musandams in Oman

Früher wurde die räumliche Trennung des südlichen Teils Omans von seinem Hoheitsgebiet auf der Musandam-Halbinsel als Konfliktherd zwischen Oman und den verschiedenen benachbarten Emiraten der Vereinigten Arabischen Emirate, welche sich im Jahr 1971 vereinten, betrachtet. Nach dem Ausbruch des Ersten Golfkrieges 1980 haben diese Differenzen offenbar nachgelassen.